# Решемка
Ре́шемка, Большая Решемка — река в России, правый приток Волги. Протекает в Кинешемском районе Ивановской области. Устье реки находится в 2413 км по правому берегу Горьковского водохранилища. Длина реки составляет 16 км, площадь водосборного бассейна 53,8 км².
Исток реки в заболоченных лесах в 11 км к юго-востоку от центра Кинешмы. Течёт на восток, затем на северо-восток. Верхнее и среднее течение проходят по ненаселённой местности, в нижнем течении на правом берегу деревни Вахнево и Кондраково. Впадает в Горьковское водохранилище на западной окраине села Решма. Высота устья — 84,0 м над уровнем моря.

## Данные водного реестра
По данным государственного водного реестра России относится к Верхневолжскому бассейновому округу, водохозяйственный участок реки — Волга от города Кострома до Горьковского гидроузла (Горьковское водохранилище), без реки Унжа, речной подбассейн реки — Волга ниже Рыбинского водохранилища до впадения Оки. Речной бассейн реки — (Верхняя) Волга до Куйбышевского водохранилища (без бассейна Оки).
Код объекта в государственном водном реестре — 08010300412110000013780.

## Происхождение названия и история
Название имеет финно-угорское происхождение. Окончание (формант) -ма часто встречается в названиях рек и речек на территории современных Ярославской, Костромской, и Ивановской областей. Название реки дало название слободе Решме (ныне село).
До подъёма уровня Волги, которое произошло в 1956 году, в нескольких сотнях метров от места впадения Решемки в Волгу в неё впадал левый приток — речка Малая Решемка. После 1956 года место слияния Решемки и Малой Решемки образует залив Волги. Длина Решемки (Большой Решемки) составляет 16 километров, Малой Решемки — 10 километров.
В прошлом эти речки назывались Решма (Большая Решма) и Малая Решма. В документе 1612 года в числе деревень Кинешемской волости Кинешемского уезда упоминаются «деревня Климовская на речке на Решме», «деревня Блиновка на речке на Решме Малой» и «деревня Семендяева на речке на Решме».
Позднее река и её приток получили уменьшительное название Решемка. Впервые реки Большая Решемка и Малая Решемка упомянуты в Переписной книге города Кинешемы и Кинешемского уезда 1646 года переписи Никифора Нармацкого и подьячего Родиона Данилова.